# Шейбаль, Йозеф
Йозеф Шейбаль (чеш. Josef Schejbal; XX век — 1977) — чехословацкий гребец, выступавший за сборную Чехословакии по академической гребле в конце 1940-х годов. Обладатель серебряной медали чемпионата Европы, победитель и призёр первенств национального значения, участник летних Олимпийских игр в Лондоне.

## Биография
Впервые заявил о себе на международном уровне в сезоне 1947 года, когда вошёл в состав чехословацкой национальной сборной и выступил на чемпионате Европы в Люцерне, где стал серебряным призёром в зачёте распашных безрульных четвёрок — в решающем заезде уступил итальянской сборной.
Благодаря череде удачных выступлений удостоился права защищать честь страны на летних Олимпийских играх 1948 года в Лондоне. В составе безрульного экипажа-четвёрки, куда также вошли гребцы Йозеф Калаш, Вацлав Роубик и Иржи Ванек, на предварительном квалификационном этапе потерпел поражение от команды Великобритании, уступив на финише почти 15 секунд, тогда как в дополнительном отборочном заезде проиграл более 12 секунд экипажу из Дании — тем самым в полуфинальную стадию не вышел.
После лондонской Олимпиады Шейбаль больше не показывал сколько-нибудь значимых результатов в академической гребле на международной арене.